# Selbstübersetzung
Die Selbstübersetzung ist die Übersetzung von einem Ausgangstext in einen anderssprachigen Zieltext durch den Autor des Ausgangstextes. In der Fachliteratur wird die Selbstübersetzung auch Eigenübersetzung oder Ipsoübersetzung genannt.

## Grundlagen
Man findet die Selbstübersetzung in verschiedenen Situationen, besonders interessant ist sie jedoch im literarischen Kontext. Sie hat die Aufmerksamkeit der Sprachwissenschaftler und Übersetzungsforscher besonders seit Anfang des 21. Jahrhunderts auf sich gezogen, größtenteils in der Folge intensiver Forschungen im Fremdübersetzungsbereich im 20. Jahrhundert. Die Forschung zur Selbstübersetzung ist  spätestens seit der Veröffentlichung der Erstausgabe der Routledge Encyclopedia of Translation Studies im Jahr 1998 als spezieller Teilbereich der Übersetzungsforschung anerkannt.

## Geschichte
In den westlichen Gesellschaften und Literaturen reicht die Tradition der zwei- oder mehrsprachigen Texte mindestens bis in das Mittelalter zurück. Selbstübersetzte Texte waren ziemlich häufig in der mehrsprachigen Welt der mittelalterlichen und frühneuzeitlichen Literatur, besonders als eine Art von Brücke zwischen dem Latein der Gelehrten und den Vernakularsprachen der verschiedenen Gebiete Europas. Später wurde die Tradition der Selbstübersetzung in elitären Kreisen bewahrt, neigte zum Verschwinden während der langen Ära des von den neuen Nationalstaaten geförderten nationalistischen Monolinguismus, um neue Kraft in der postkolonialen Zeit zu gewinnen.

## Typen
- Die Selbstübersetzung kann sowohl aus einer regelmäßigen Aktivität des Autors hervorgehen als auch aus einer einmaligen Handlung, die verschiedene Ursachen haben kann. Ein Beispiel für den letzteren Fall bietet James Joyce, der zwei Passagen aus seinem Work in Progress (später: Finnegans Wake) selbst ins Italienische übersetzt hat.[2] Andere einschlägige Fälle sind die Selbstübersetzungen von Stefan George und Rainer Maria Rilke.[3]
- Es kann entweder die Muttersprache oder eine erworbene Sprache die Ausgangssprache sein, so dass die Zielsprache entsprechend variiert. Beispiele für den letzteren Fall bieten einige belgische Dichter aus der Zeit zwischen den Weltkriegen (unter ihnen Roger Avermaete und Camille Melloy), die ihre Texte selbst ins Flämische übersetzten, und zwar jeweils nur kurz nach der Vollendung der Originale in der erworbenen, aber vollkommen beherrschten französischen Sprache.[4]
- Die Selbstübersetzung kann einige Zeit nach der Vollendung des Originals entstehen, oder auch während des Entstehungsprozesses, so dass die zwei Versionen sich fast gleichzeitig entwickeln und sich gegenseitig beeinflussen. Diese beiden Typen werden manchmal als Konsekutivselbstübersetzung beziehungsweise Simultanselbstübersetzung bezeichnet.[5]
- Die Selbstübersetzung kann auch mehr als eine (native oder erworbene) Zielsprache betreffen. Dies ist z. B. der Fall bei Schriftstellern wie Fausto Cercignani,[6] Alejandro Saravia[7] und Luigi Donato Ventura.[8]

## Liste möglicher Motive
- Der elitäre Charakter einer gegebenen Sprache kann die Selbstübersetzung von dieser in eine Lokalsprache anregen, z. B. von Latein in eine Vernakularsprache im Mittelalter und in der Frühneuzeit.[9]
- Die kulturelle Dominanz einer gegebenen Sprache in einer mehrsprachigen Gesellschaft kann zur Selbstübersetzung von einer minoritären in die dominante Sprache anregen.[10]
- Die kulturelle Dominanz der Nationalsprache kann zur Selbstübersetzung aus einem Dialekt anregen.[11]
- Die kulturelle Dominanz einer gegebenen Sprache im internationalen Kontext kann zur Selbstübersetzung von der Nationalsprache in eine international anerkannte Sprache wie Englisch anregen. Englisch als Zielsprache ist jedoch üblicher in Fällen, in denen der Autor in anglophone Länder ausgewandert ist.[12]
- Eine perfekte oder fast perfekte Zweisprachigkeit kann zur Selbstübersetzung in beiden Richtungen anregen, und zwar unabhängig von marktbezogenen Erwägungen.
- Unzufriedenheit mit den vorhandenen Übersetzungen oder Misstrauen gegenüber den Fremdübersetzern kann zur Selbstübersetzung in beiden Richtungen anregen, und zwar unabhängig von marktbezogenen Erwägungen.

## Selbstübersetzung gegenüber Fremdübersetzung
Abgesehen von dem Eigenwert des sekundären Textes wird die Selbstübersetzung gegenüber der Fremdübersetzung oft als überlegen betrachtet. Der Grund dafür ist, dass „der Schriftsteller-Übersetzer als zweifellos geeigneter gegenüber irgendeinem Fremdübersetzer gehalten wird, um die Absichten des Autors des Originals wiederzuerlangen“. Argumente gegen die Selbstübersetzung stützen sich teilweise auf den Eigenwert des sekundären Textes, können aber auch spezifische soziokulturelle Erwägungen widerspiegeln oder versuchen, dubiose Verlagsprozeduren zu kritisieren.